# 所得効果
ミクロ経済学の消費者理論において、所得効果（しょとくこうか）とは、財・サービスの価格の変動が、消費者の実質的な所得を通じて需要量に与える効果のこと。たとえば、財の価格が下がった場合には、消費者の実質的な所得が増えるため、その影響のみによれば財の需要量を増やすと考えられる。
ただし、財の価格の変動が需要量に与える影響は代替効果で説明される部分もあるため、併せて考える必要がある。代替効果（だいたいこうか）とは一定の予算の中から2つの財(x.y)を消費する時にxの価格が上がった場合、消費者がx財を消費するのではなく他の財（この場合はy）に移行することでx財の需要量が減少する効果を言う。例えば夏場エアコンの値段が上がると、消費者はエアコンの代わりに扇風機を購入するようになるので、扇風機の需要量は増加し、エアコンの需要量が減少する。
所得効果は需要の所得弾力性を用いて測ることができる。所得y の変化Δy に対し需要q がΔq だけ変化したとき、需要の所得弾力性は次式で定義される：
{\displaystyle {\frac {\Delta q/q}{\Delta y/y}}}